# Sarah Chatto
Lady Sarah Chatto, nascida Sarah Frances Elizabeth Armstrong-Jones (Londres, 1 de maio de 1964) é um membro da família real britânica. É a única filha da falecida princesa Margarida, Condessa de Snowdon, a segunda filha do rei Jorge VI e da rainha Isabel Bowes-Lyon. Ela ocupa o vigésimo nono lugar na linha de sucessão ao trono britânico. E ao nascer, era a sétima. Sarah é a única sobrinha da rainha Isabel II. Ela e sua prima, Ana, Princesa Real, foram as únicas netas da rainha-mãe. 
Apesar de não cumprir deveres públicos, Sarah frequenta eventos e cerimónias com a família real.

## Primeiros anos e educação
Sarah nasceu em 1 de maio de 1964 no Palácio de Kensington, em Londres. Foi batizada na capela privada do Palácio de Buckingham em 13 de julho de 1964. Tem um irmão mais velho, David Armstrong-Jones, duas meias-irmãs e um meio-irmão do lado do pai: Polly Fry (n. 1960), Lady Frances Armstrong-Jones (n. 1979) e Jasper Cable-Alexander (n. 1998).
Sarah é madrinha do príncipe Harry, Duque de Sussex, de Lady Rose Gilman e de Lady Louise. 
Sarah e o seu irmão mais velho, David, cresceram no berçário do Apartamento 10 do Palácio de Kensignton. Foram criados com uma ama chamada Verona Sumner, apesar de os seus pais se terem envolvido bastante (para a época) na educação dos filhos.
O casamento dos seus pais foi turbulento: o casal separou-se formalmente quando Sarah tinha 12 anos e divorciou-se quando ela tinha 14. Ela e o irmão passavam os fins de semana em Nymans ou no Royal Lodge, dependendo do progenitor com quem o passavam. Eles passavam férias em Sandringham ou em Balmoral, onde Sarah pintava bastante.
Sarah foi menina das flores no casamento do seu primo, Carlos, Príncipe de Gales com Lady Diana Spencer. Ela acompanhou a mãe e o irmão numa visita oficial à China e a Hong Kong em maio de 1987.
Sarah terminou os seus estudos na Bedales School uma única nota A em Arte. Depois, ingressou na Camberwell School of Art e estudou Arte na Academis Real Inglesa. Posteriormente, passou dois anos na Índia com o seu pai onde ele estava a fotografar os bastidores do filme A Passage to India. O produtor do filme, o seu parente John Knatchbull, ofereceu-lhe um emprego como estagiária no departamento de guarda-roupa. Quando regressou à Inglaterra, Sarah ingressou num curso de dois anos de design de têxteis e tecidos no Middlesex Polytechnic.

## Vida profissional
Sarah é pintora e exibe as suas obras na The Redfern Gallery desde 1995. Profissionalmente, ela usa o nome Sarah Armstrong-Jones. O seu trabalho já lhe valeu os prémios Winsor & Newton Prize em 1998 e o Creswick Landscape Prize em 1990.

## Vida pessoal
Casou-se com Daniel Chatto, filho de ator Tom Chatto e de Ros Chatto em 14 de julho de 1994. A cerimônia foi oficializada pelo reverendo Chad Varah. Juntos, o casal tem dois filhos: 
- Samuel David Benedict Chatto, nascido em 28 de julho de 1996.
- Arthur Robert Nathaniel Chatto, nascido em 5 de fevereiro de 1999.

Lady Sarah é vice-presidente do Royal Ballet, um cargo que recebeu em 2004. A princesa Margaret foi uma das patronas do Royal Ballet.
Ela e seu único irmão, David Armstrong-Jones, 2.º Conde de Snowdon, têm atraído menos atenção da mídia do que seus primos, os filhos da rainha, e a mãe deles interferiu-se muito pouco em sua vida profissional e pessoal; daí o sucesso de ambos em ambas as áreas.
Sarah não tem deveres públicos e não é considerada um membro ativo da família real. Porém, há relatos na imprensa de que ela era muito próxima da sua tia, a rainha Isabel II, uma vez que era a sua única sobrinha, e ainda é muito próxima do seu primo, o rei Carlos III. Ela participa frequentemente em eventos públicos como jubileus e funerais, assim como em eventos semiprivados da família real como a missa de Natal em Sandringham.